# Иевский, Анатолий Алексеевич
Анатолий Алексеевич Иевский (1922—1979) — советский военнослужащий, капитан Советской Армии, участник Великой Отечественной войны, Герой Советского Союза (1945).

## Биография
Анатолий Иевский родился 11 августа 1922 года в посёлке Немчиновка (ныне — Одинцовский район Московской области). Окончил восемь классов школы и школу фабрично-заводского ученичества, после чего устроился работать слесарем на один из московских заводов. Параллельно с работой занимался в аэроклубе. В 1941 году Иевский был призван на службу в Рабоче-крестьянскую Красную Армию. В 1942 году он окончил Черниговскую военную авиационную школу пилотов. С января 1944 года — на фронтах Великой Отечественной войны.
К февралю 1945 года лейтенант Анатолий Иевский командовал звеном 989-го штурмового авиаполка (136-й штурмовой авиадивизии, 10-го штурмового авиакорпуса, 17-й воздушной армии, 3-го Украинского фронта). К тому времени он совершил 171 боевой вылет на штурмовку скоплений боевой техники и живой силы, объектов противника, нанеся тому большие потери.
Указом Президиума Верховного Совета СССР от 29 июня 1945 года лейтенант Анатолий Иевский был удостоен высокого звания Героя Советского Союза с вручением ордена Ленина и медали «Золотая Звезда».
После окончания войны Иевский продолжил службу в Советской Армии. В 1951 году он окончил Высшие офицерские лётно-тактические курсы. В 1954 году в звании капитана Иевский был уволен в запас. Вернулся в родной посёлок, где работал в военизированной охране. Скончался 20 сентября 1979 года.

## Награды
Был также награждён двумя орденами Красного Знамени, орденами Александра Невского, Отечественной войны 1-й и 2-й степеней, рядом медалей.